# The Olympics
The Olympics waren eine US-amerikanische Gesangsgruppe, die in den 1958er und 1960er Jahren mit Pop- und Rhythm-and-Blues-Musik (R&B) erfolgreich war.

## Mitglieder
- Walter Ward (* 28. August 1940 in Jackson (Mississippi); † 11. Dezember 2006 in Northridge (Kalifornien)), Leadsinger
- Charles Fizer (* 3. Juni 1940 in Shreveport, Louisiana; † 14. August 1965), Bariton
- Walter Hammond, Bariton
- Eddie Lewis (* Houston, Texas; † 31. Mai 2017), Tenor, Cousin von Ward
- Thomas Bush und Melvin King (Bass) ersetzten Hammond
- Julius McMichael (* 25. November 1935; † 1981) kam für Charles Fizer

## Geschichte
Vorläufer der Olympics war die Gruppe The Challengers, die 1954 von Walter Ward in Compton (Kalifornien) gegründet worden war und zum Übergang zu den Olympics bis auf den ausgeschiedenen Pianisten Marcus Banks in gleicher Besetzung wie die Olympics auftrat. 1958 veröffentlichten die Challengers eine Single bei der Plattenfirma Melaton mit den Titeln I Can Tell und The Mambo Beat.
Noch im selben Jahr gaben sich die verbliebenen vier Sänger Ward, Fizer, Hammond und Lewis den Namen „The Olympics“ und schlossen einen Plattenvertrag mit dem Label Demon ab. Bereits ihre erste Demonsingle war erfolgreich, denn der Titel Western Movies wurde von dem US-Musikmagazin Billbord in die Hitliste Hot 100 aufgenommen, wo der Titel bis zum Platz acht aufstieg. In den R&B-Charts kam Western Movies um einen Platz besser auf Rang sieben. Anschließend verließ Charles Fizer vorübergehend die Gruppe und wurde von Melvin King ersetzt. Endgültig stieg Walter Hammond aus, für den Thomas Busch und kurz darauf wieder Melvin King engagiert wurde. 1959 wechselten die Olympics zur Plattenfirma Arvee und kamen mit ihrer Debütsingle und dem Titel Private Eye ebenfalls in die Hot 100 (Platz 95). Bis 1963 veröffentlichten die Olympics zehn Singles bei Arvee, von denen der Titel Big Boy Pete mit Platz zehn in den R&B-Charts am erfolgreichsten war. 1965 brachte Arvee mit der Version Big Boy Pete '65 noch eine Nachzüglerplatte mit den Olympics heraus. Zwischen 1963 und 1965 hatten die Olympics jeweils kurzfristige Engagements bei den Plattenfirmen Tri Disc, Duo Disc und Loma, während dieser Zeit wurden neun Singles produziert. Unter ihnen verkaufte sich die Platte von Tri Disc mit dem Song The Bounce am besten, er kam auf die Plätze 40 (Hot 100) und 22 (R&B). Im Sommer kam Charles Fizer beim Watts-Aufruhr in Los Angeles ums Leben. Da auch Melvin King die Gruppe verließ, holte Ward Julius McMichael als Ersatz für die beiden, zusammen mit Lewis traten Olympics für mehrere Jahre nur noch als Trio auf.
Zuletzt veröffentlichte 1966 die Plattenfirma Mirwood regelmäßig Olympics-Singles. Von den sechs Platten konnten sich die Aufnahmen Mine Exclusively und Baby, Do the Philly Dog in den R&B-Charts gut platzieren, sie erreichten die Ränge 25 bzw. 20. Es waren die letzten Charterfolge der Olympics, die danach noch zu vereinzelten Singleproduktionen bei jeweils verschiedenen Plattenfirmen kamen. 1971 vervollständigte Kenny Sinclair die Gruppe wieder zum Quartett. In den 1980er Jahren verschwanden die Olympics vom Plattenmarkt, traten aber nach wie vor bei öffentlichen Konzerten auf. Julius McMichael kam 1981 bei einem Motorradunfall ums Leben.

## Diskografie

### Alben
| Titel                          | Katalog-Nr.         | veröffentl. |
| ------------------------------ | ------------------- | ----------- |
| Doin’ The Hully Gully          | Arvee 423           | 1960        |
| Dance By the Light Of The Moon | Arvee 424           | 1961        |
| Party Time                     | Arvee 429           | 1961        |
| Do the Bounce                  | Tri-Disc 1001       | 1963        |
| Something Old, Something New   | Mirwood 7003        | 1966        |
| Arvee Singles Plus             | Acrobat             | 2005        |
| Collector’s Gold Series        | Empire Music        | 2007        |
| Golden Oldies                  | Essential Media Mod | 2011        |
| Dance By the Light of The Moon | Essential Media Mod | 2011        |
| Doin’ the Hully Gully          | Essential Media Mod | 2011        |
| Party Time                     | Essential Media Mod | 2011        |

### Singles
| A/B-Seite                                            | Katalog-Nr.  | veröffentl. |
| ---------------------------------------------------- | ------------ | ----------- |
|                                                      | Demon        |             |
| Western Movies / Well                                | 1508         | 6.1958      |
| Dance With the Teacher / Ev’rybody Needs Love        | 1512         | 11.1958     |
| The Chicken / Your Love                              | 1514         | 2.1959      |
|                                                      | Arvee        |             |
| Private Eye / Baby Hully Gully                       | 562          | 7.1959      |
| Big Boy Pete / The Slop                              | 595          | 5.1960      |
| Shimmy Like Kate / Workin’ Hard                      | 5006         | 8.1960      |
| Dance By the Light of The Moon / Dodge City          | 5020         | 11.1960     |
| Little Pedro / Cappy Lewis: Bull Fight               | 5023         | 2.1961      |
| Dooley / Stay Where You Are                          | 5031         | 5.1961      |
| Mash Them ’Taters’ / The Stomp                       | 5044         | 11.1961     |
| Everybody Likes to Cha Cha Cha / The Twist           | 5051         | 2.1962      |
| The Scotch / Baby, It’s Hot                          | 5056         | 5.1962      |
| What’d I Say (Part 1) / What’d I Say (Part 2)        | 5073         | 5.1963      |
| Big Boy Pete '65 / Stay Away From Joe                | 6501         | 5.1965      |
|                                                      | Tri Disc     |             |
| Fireworks / The Bounce                               | 106          | 3.1963      |
| Dancin´ Holiday / Do the Slauson Shuffle             | 107          | 4.1963      |
| Bounce Again / A New Dancin’ Partner                 | 110          | 6.1963      |
| The Broken Hip / So Goodbye                          | 112          | 2.1964      |
|                                                      | Duo Disc     |             |
| The Boogler (Part 1) / The Boogler (Part 2)          | 104          | 4.1964      |
| Return of Big Boy Pete / Return of the Watusi        | 105          | 9.1964      |
|                                                      | Loma         |             |
| I’m Comin’ Home / Rainin’ in My Heart                | 2010         | 1.1965      |
| Good Lovin’ / Olympic Shuffle                        | 2013         | 5.1965      |
| Baby I’m Yours / No More Will I Cry                  | 2017         | 7.1965      |
|                                                      | Mirwood      |             |
| We Go Together / Secret Agents                       | 5504         | 1.1966      |
| Mine Exclusively / Secret Agents                     | 5513         | 4.1966      |
| Baby, Do the Philly Dog / Western Movies             | 5523         | 8.1966      |
| The Bounce / The Duck                                | 5525         | 9.1966      |
| I’ll Do a Little Bit More / The Same Old Thing       | 5529         | 11.1966     |
| Big Boy Pete / Hully Gully                           | 5533         | 1.1967      |
|                                                      | Parkway      |             |
| Lookin’ For a Love / Good Things                     | 6003         | 3.1968      |
|                                                      | Jubilee      |             |
| The Things That Made Me Laugh / The Cartoon Song     | 5674         | 9.1969      |
|                                                      | Warner Bros. |             |
| Girl, You My Kind of People / Please, Please, Please | 7369         | 1.1970      |

## Chartplatzierungen
Singles

| Jahr | Titel Album                      | Höchstplatzierung, Gesamtwochen, AuszeichnungChartplatzierungen (Jahr, Titel, Album, Platzierungen, Wochen, Auszeichnungen, Anmerkungen) | Höchstplatzierung, Gesamtwochen, AuszeichnungChartplatzierungen (Jahr, Titel, Album, Platzierungen, Wochen, Auszeichnungen, Anmerkungen) | Höchstplatzierung, Gesamtwochen, AuszeichnungChartplatzierungen (Jahr, Titel, Album, Platzierungen, Wochen, Auszeichnungen, Anmerkungen) | Anmerkungen                                                  |
| Jahr | Titel Album                      | UK | US | R&B | Anmerkungen                                                  |
| ---- | -------------------------------- | --- | --- | --- | ------------------------------------------------------------ |
| 1958 | Western Movies                   | UK12 (8 Wo.)UK | US8 (14 Wo.)US | R&B7 (7 Wo.)R&B |                                                              |
| 1958 | (I Wanna) Dance with the Teacher | — | US71 (5 Wo.)US | — |                                                              |
| 1959 | Private Eye                      | — | US95 (1 Wo.)US | — | mit (Baby) Hully Gully auf einer Single                      |
| 1960 | (Baby) Hully Gully               | — | US72 (7 Wo.)US | — | mit Private Eye auf einer Single                             |
| 1960 | Big Boy Pete                     | — | US50 (14 Wo.)US | R&B10 (17 Wo.)R&B |                                                              |
| 1960 | Shimmy Like Kate                 | UK40 (1 Wo.)UK | US42 (11 Wo.)US | — |                                                              |
| 1960 | Dance by the Light of the Moon   | — | US47 (11 Wo.)US | — |                                                              |
| 1961 | Little Pedro                     | — | US76 (4 Wo.)US | — |                                                              |
| 1961 | Dooley                           | — | US94 (1 Wo.)US | — |                                                              |
| 1963 | The Bounce                       | — | US40 (10 Wo.)US | R&B22 (1 Wo.)R&B |                                                              |
| 1963 | Dancin’ Holiday                  | — | US86 (6 Wo.)US | — | Melodie nach der Ungarischen Rhapsodie Nr. 2 von Franz Liszt |
| 1965 | Good Lovin’                      | — | US81 (5 Wo.)US | — |                                                              |
| 1966 | Mine Exclusively                 | — | US99 (2 Wo.)US | R&B25 (6 Wo.)R&B |                                                              |
| 1966 | Baby, Do the Philly Dog          | — | US63 (6 Wo.)US | R&B20 (10 Wo.)R&B |                                                              |